# Iraq ai Giochi della XVIII Olimpiade
L'Iraq partecipò ai Giochi della XVIII Olimpiade, svoltisi a Tokyo dal 10 al 24 ottobre 1964, con una delegazione di 13 atleti impegnati in tre discipline: atletica leggera, pugilato e sollevamento pesi.
Fu la terza partecipazione di questo paese ai Giochi. Non furono conquistate medaglie.